# Zenon Suszycki
Zenon Turczynowicz Suszycki (ur. 8 grudnia 1840 w Juliampolu, zm. 11 maja 1912 w Boguchwale) – inżynier górnictwa, uczestnik walk niepodległościowych, powstaniec styczniowy, fundator Zakładu Naukowego w Boguchwale.

## Życiorys

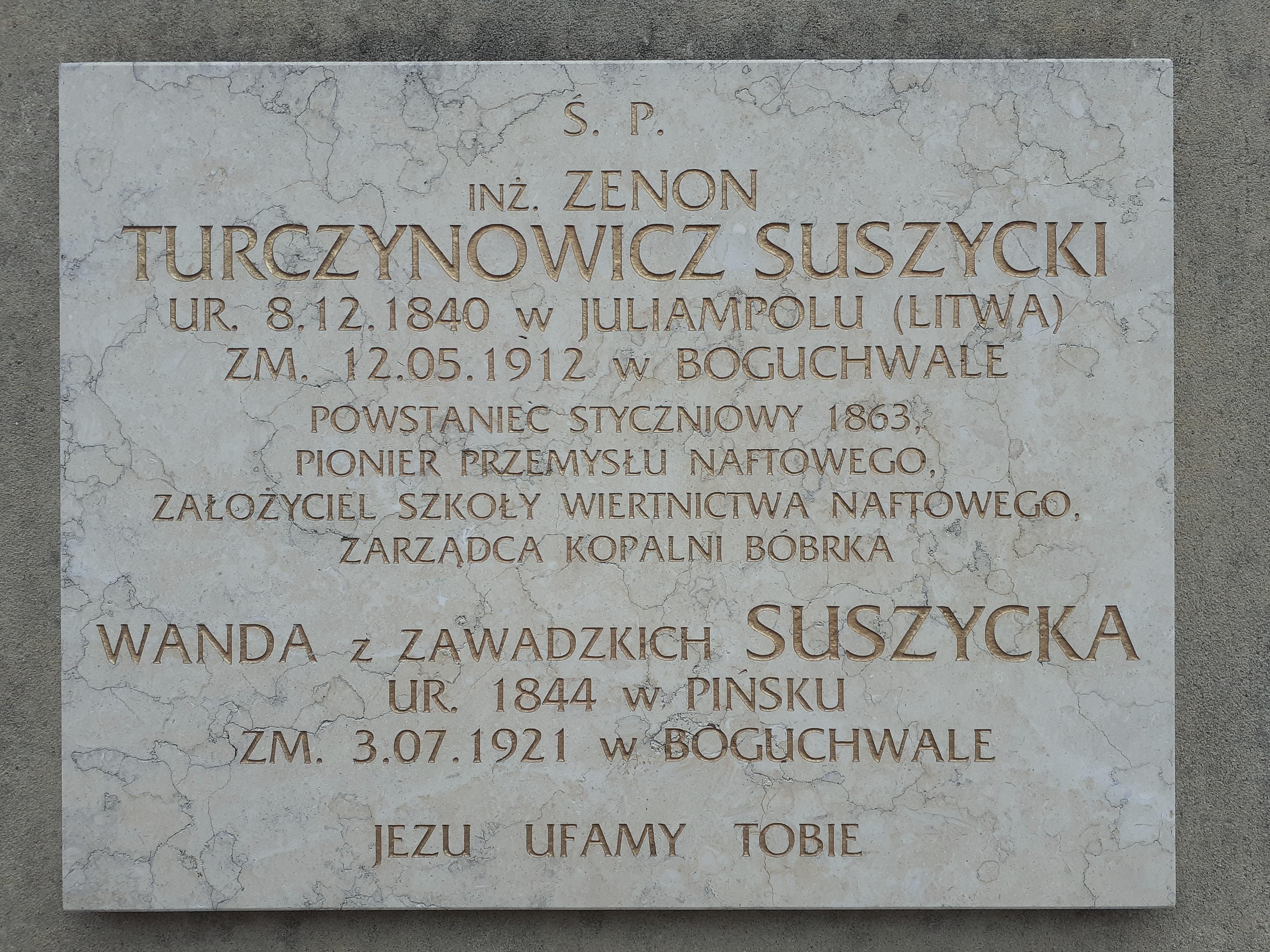
Tablica Zenona i Wandy Suszyckich na kaplicy grobowej w Boguchwale

Urodzony 8 grudnia 1840 w Juliampolu na Litwie. Absolwent Wydziału Matematyczno-Fizycznego w Moskwie, był zatrudniony w Skarbowo-Techniczym Urzędzie w powiecie borysowskim w guberni mińskiej. Mając 23 lata z Borysońska poszedł do powstania styczniowego. Ranny w bitwie pod Władykami (gub. wilejska), przedostał się za granicę. W Paryżu wstąpił do Wyższej Szkoły Górniczej Ecole des Mines, w której w 1870 uzyskał tytuł inżyniera górnictwa. Jego żoną była Wanda Suszycka. W 1885 zorganizował na terenie kopalni ropy w Ropiance koło Dukli pierwszą w Polsce zawodową szkołę wiertniczą – o nazwie Praktyczna Szkoła Wiercenia Kanadyjskiego. Był jej nie tylko organizatorem, ale i kierownikiem. W 1887 objął zarząd i kierownictwo kopalni Bóbrka. Pełnił funkcję dyrektora i nauczyciela w Praktycznej Szkole Wiercenia Kanadyjskiego, którą w 1888 r. przeniósł z Ropianki do Wietrzna, gdzie nadzorował kopalnię. 
W 1893, po wykupieniu kopalni Bóbrka, ustąpił ze stanowiska, rozwijając nadal w przemyśle naftowym działalność organizacyjną i handlową. Doszedł do wielkiej fortuny dzięki pracy w przemyśle naftowym, a zdobyte pieniądze zainwestował w majątek ziemski w Boguchwale – który postanowił przeznaczyć na fundację naukowo-rolniczą. W 1901 majątek boguchwalski przeszedł w ręce inż. Zenona Suszyckiego. Został fundatorem Naukowego Zakładu Gospodarczego im. Zenona i Wandy Suszyckich w Boguchwale dzięki żonie Wandzie z Zawadzkich (1844-1921), która po jego śmierci 11 maja 1912 w Boguchwale zrealizowała jego prośbę. Oboje zostali pochowani w kaplicy grobowej na cmentarzu w Boguchwale. Mieli córkę Marię Angerman.